# David H. Buffum
David Harry Buffum  (* 15. September 1895 in Dorchester; † 9. Mai 1941 in Baltimore) war von 1934 bis 1940 US-Konsul in Leipzig. Nach dem Novemberpogrom in Leipzig am 9. und 10. November 1938 schrieb er einen anschaulichen Bericht über die Gewalt gegen jüdische Menschen und jüdisches Eigentum in Leipzig. 

## Persönliches Leben
Gemäß seinem Eintrag im Verzeichnis des State Departments von 1941 wurde Buffum 1895 in Dorchester, Massachusetts geboren. Er besuchte die Phillips Exeter Academy, dann von 1914 bis 1917 die Yale University und diente anschließend zwei Jahre in der US-Armee. Von 1919 bis 1923 war er Zeitungsreporter, dann Terminsekretär im US-Konsulat in der Freien Stadt Danzig. Anschließend wurde er ab 1928 zum Vizekonsul in Livorno in Italien und ab 1929 in Palermo auf Sizilien ernannt. Am 22. November 1934 wurde er nach Leipzig versetzt, wo er am 1. Oktober 1935 zum Konsul befördert wurde. Im April 1940 wurde er nach Triest versetzt, von wo er am 25. Januar 1941 in die Vereinigten Staaten zurückberufen wurde. Er starb kurz darauf am 9. Mai 1941 im Alter von 45 Jahren in Baltimore.

## Zeuge des Novemberpogroms in Leipzig
Zum Novemberpogrom in Leipzig am 9. und 10. November 1938 veröffentlichte Buffum später im selben Jahr seinen Bericht als 16-seitige Broschüre mit dem Titel Antisemitischer Angriff in Deutschland von Leipzig aus erlebt (Anti-semitic Onslaught in Germany as Seen from Leipzig). Ein fünfseitiger Auszug aus seinem Bericht, der im Eigenverlag veröffentlicht wurde, wurde 1946 in Band VII der Nürnberger Prozessakten „Nürnberg International Military Trials: Nazi Conspiracy and Aggression“ abgedruckt.
Weitere Auszüge aus dieser Auswahl wurden seit 1974 in zahlreichen Quellensammlungen zur deutschen Geschichte zitiert. Ein studentischer Forscher fand heraus, dass Teile dieses Auszugs später in allen drei Ausgaben der weit verbreiteten Sammlung primärer Quellen von Jeremy Noakes und Geoffrey Pridham, Nazism 1919–1945, in den Jahren 1974, 1984 und 2000 erneut veröffentlicht wurden. Die Historiker John Mendelsohn (1982), Martin Gilbert (1985), Robert G. Moeller (2010), David Niewyk und Francis Nicosia (2012), J. M. Deem (2012) und der Memoirenschreiber W. M. Blumenthal (2015) haben allesamt Passagen aus Buffums Bericht zum Novemberpogrom in Leipzig in ihre Werke aufgenommen. Eine Fotokopie der Originalveröffentlichung befindet sich in der Bibliothek der Harvard University und ist im Internet Archive verfügbar.